# Молоденово (Вологодская область)
Молоденово — деревня в Сокольском районе Вологодской области.
Входит в состав Воробьёвского сельского поселения, с точки зрения административно-территориального деления — в Воробьёвский сельсовет. Расположена к северу от автодороги А123.
Расстояние по автодороге до районного центра Сокола — 57 км, до центра муниципального образования Воробьёва — 1 км.
По переписи 2002 года население — 10 человек.